# KaBlam!
KaBlam! (stilizat KaBLaM!) este un serial animat american din anii 1996-2000 au difuzat pe Nickelodeon. Serialul a fost proiectat cu scurte clipuri video realizate cu diferite tehnici de animație, care combină împreună ca două gazde, care sunt Henry și June. Scene care implică le precede fiecare mini-desene animate. Gazdele le promit, dar, de asemenea, au propriile lor aventuri între ele. Mini desene animate realizate cu diferite tehnici (de la animație tradițională, animație opri mișcare până la poveste marionetă basm). 4 serii de impuscat desene animate KaBlam!, Iar fiecare mini-desene animate au apărut și au dispărut înlocuit cu altul. acestea au inclus Sniz și Fondue, Prometeu si Bob, Viata cu Loopy, Angela Anaconda (care apoi avansat la propriile lor desene animate), Untalkative Bunny, Acțiunea Ligii (mai târziu ca un desen animat separat) și altele.